# Sainte-Marguerite-sur-Fauville
Pour les articles homonymes, voir Sainte-Marguerite et Fauville.
Sainte-Marguerite-sur-Fauville est une ancienne commune française, située dans le département de la Seine-Maritime en Normandie.

## Géographie

### Communes limitrophes

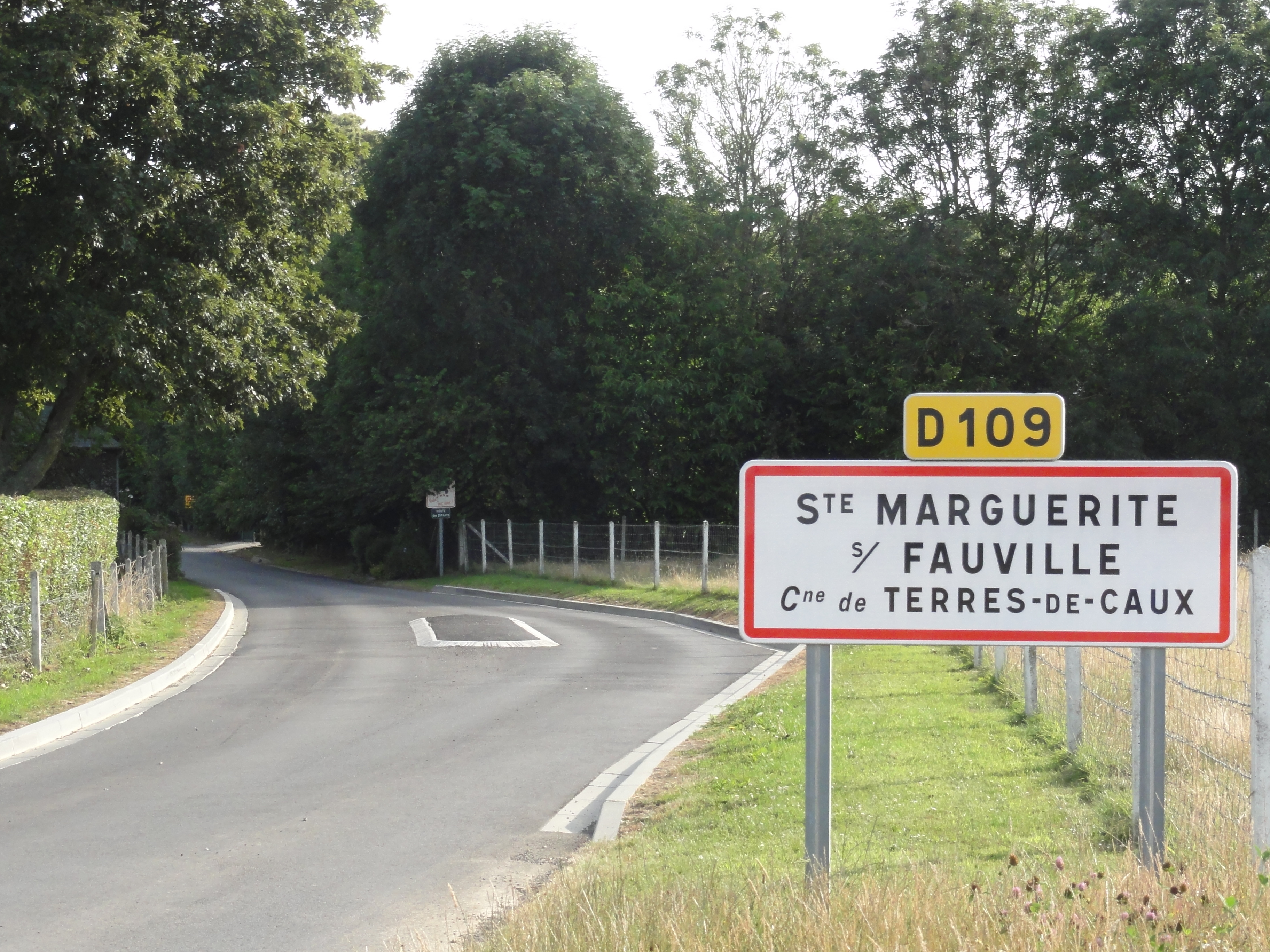
Entrée de Sainte-Marguerite-sur-Fauville.
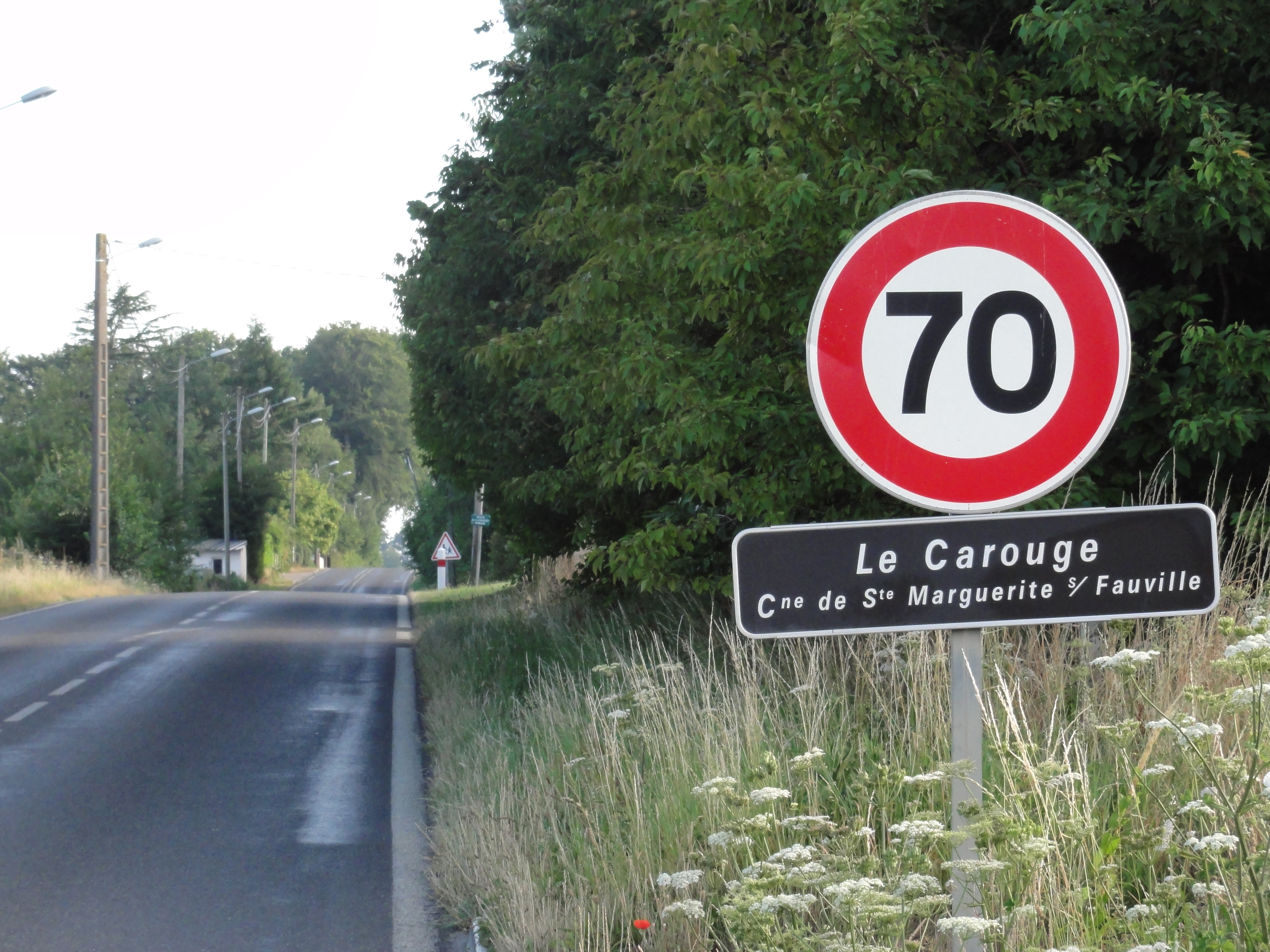
Entrée du hameau Le Carouge.
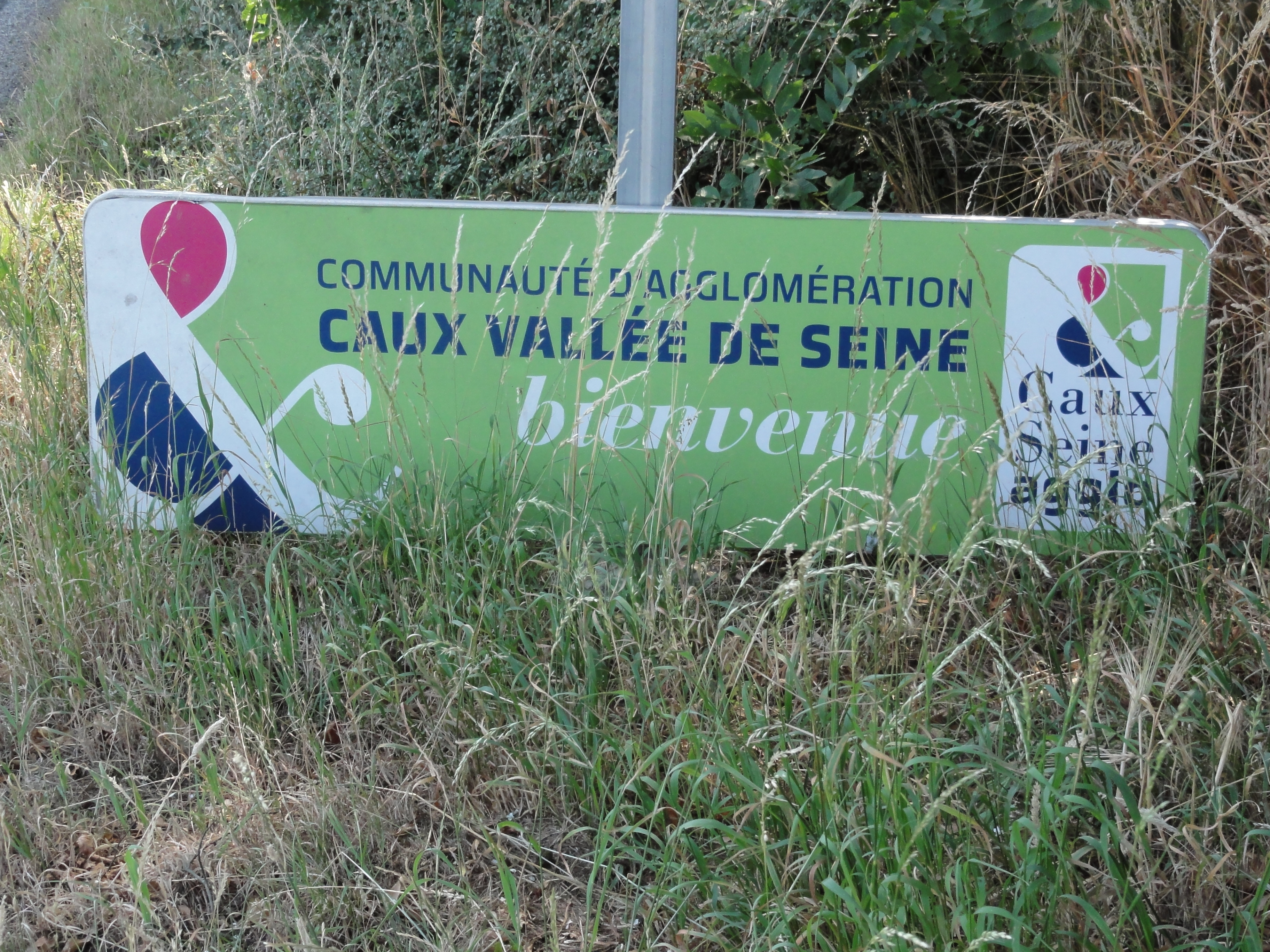
Panneau historique de la Communauté d'Agglomération Caux Vallée de Seine, qui a eu une existence éphémère en 2015-2017.

## Toponymie
Le hameau de Sainte-Marguerite-des-Champs, construit sur une voie romaine, autour de son église, dépendait, à l'origine, de Fauville.
Sainte-Marguerite-sur-Fauville est attesté sous les formes Sancta Margareta vers 1240 et 1337, Sainte Marguerite  en 1319, Sainte Marguerite près Foville en 1495, Sainte Marguerite sur Fauville en 1713, Sainte Marguerite en 1715, Sainte Marguerite sur Fauville en 1757.

## Histoire
La paroisse de Sainte-Marguerite-sur-Fauville supprimée à la Révolution, fut rétablie par Napoléon III en 1862. Au XIIIe siècle, le seigneur est Jehan de Normanville. Parmi les familles seigneuriales, on peut citer les du Becquet qui ont une pierre tombale et une pierre obituaire dans l'église et dont les armoiries ont inspiré le blason communal (mais le "poisson" actuel, était un "dauphin" chez les du Becquet). Les du Becquet étaient aussi seigneurs de Longuemare et résidaient au manoir de Longuemare (actuel hameau Aimée). Autres familles : les Lecerf de la Crique et à la fin du XVIIIe siècle, les Le Mercier de Sainte-Marguerite. Le dernier seigneur fut Jean, Joseph Le Mercier de Sainte-Marguerite, conseiller-auditeur à la Cour des Comptes, Aydes et Finances de Normandie. Au XIXe siècle, la famille Alleaume a beaucoup contribué à la réédification de l'église.

## Politique et administration
| Période                                  | Période  | Identité                     | Étiquette | Qualité                                        |
| ---------------------------------------- | -------- | ---------------------------- | --------- | ---------------------------------------------- |
| Les données manquantes sont à compléter. |          |                              |           |                                                |
| 1965                                     | 1971     | Paul Lepilleur               |           |                                                |
| 1971                                     | 1989     | Marcel Robert                |           |                                                |
| mars 1989                                | 2014     | Philippe Lepicard            |           |                                                |
| 2014                                     | mai 2020 | Régis Saul                   |           | Vice-président de la CC Cœur de Caux (2014 → ) |
| mai 2020                                 | En cours | Christine Ledun Maire délgué |           |                                                |

## Démographie
L'évolution du nombre d'habitants est connue à travers les recensements de la population effectués dans la commune depuis 1793. Pour les communes de moins de 10 000 habitants, une enquête de recensement portant sur toute la population est réalisée tous les cinq ans, les populations de référence des années intermédiaires étant quant à elles estimées par interpolation ou extrapolation. Pour la commune, le premier recensement exhaustif entrant dans le cadre du nouveau dispositif a été réalisé en 2007.

En 2014, la commune comptait 278 habitants, en évolution de +14,88 % par rapport à 2008 (Seine-Maritime : +0,35 %, France hors Mayotte : +2,11 %).
| 1793 | 1800 | 1806 | 1821 | 1831 | 1836 | 1841 | 1846 | 1851 |
| ---- | ---- | ---- | ---- | ---- | ---- | ---- | ---- | ---- |
| 309  | 320  | 331  | 316  | 334  | 361  | 420  | 432  | 365  |

| 1856 | 1861 | 1866 | 1872 | 1876 | 1881 | 1886 | 1891 | 1896 |
| ---- | ---- | ---- | ---- | ---- | ---- | ---- | ---- | ---- |
| 355  | 363  | 356  | 309  | 285  | 272  | 264  | 295  | 289  |

| 1901 | 1906 | 1911 | 1921 | 1926 | 1931 | 1936 | 1946 | 1954 |
| ---- | ---- | ---- | ---- | ---- | ---- | ---- | ---- | ---- |
| 252  | 261  | 225  | 197  | 175  | 172  | 183  | 215  | 195  |

| 1962 | 1968 | 1975 | 1982 | 1990 | 1999 | 2006 | 2007 | 2012 |
| ---- | ---- | ---- | ---- | ---- | ---- | ---- | ---- | ---- |
| 199  | 165  | 225  | 194  | 246  | 264  | 243  | 240  | 279  |

| 2014 | - | - | - | - | - | - | - | - |
| ---- | - | - | - | - | - | - | - | - |
| 278  | - | - | - | - | - | - | - | - |

## Enseignement
Le village a toujours son bâtiment mairie-école, avec au rez-de chaussée l'ancienne école des filles et à l'étage l'ancienne école des garçons.  

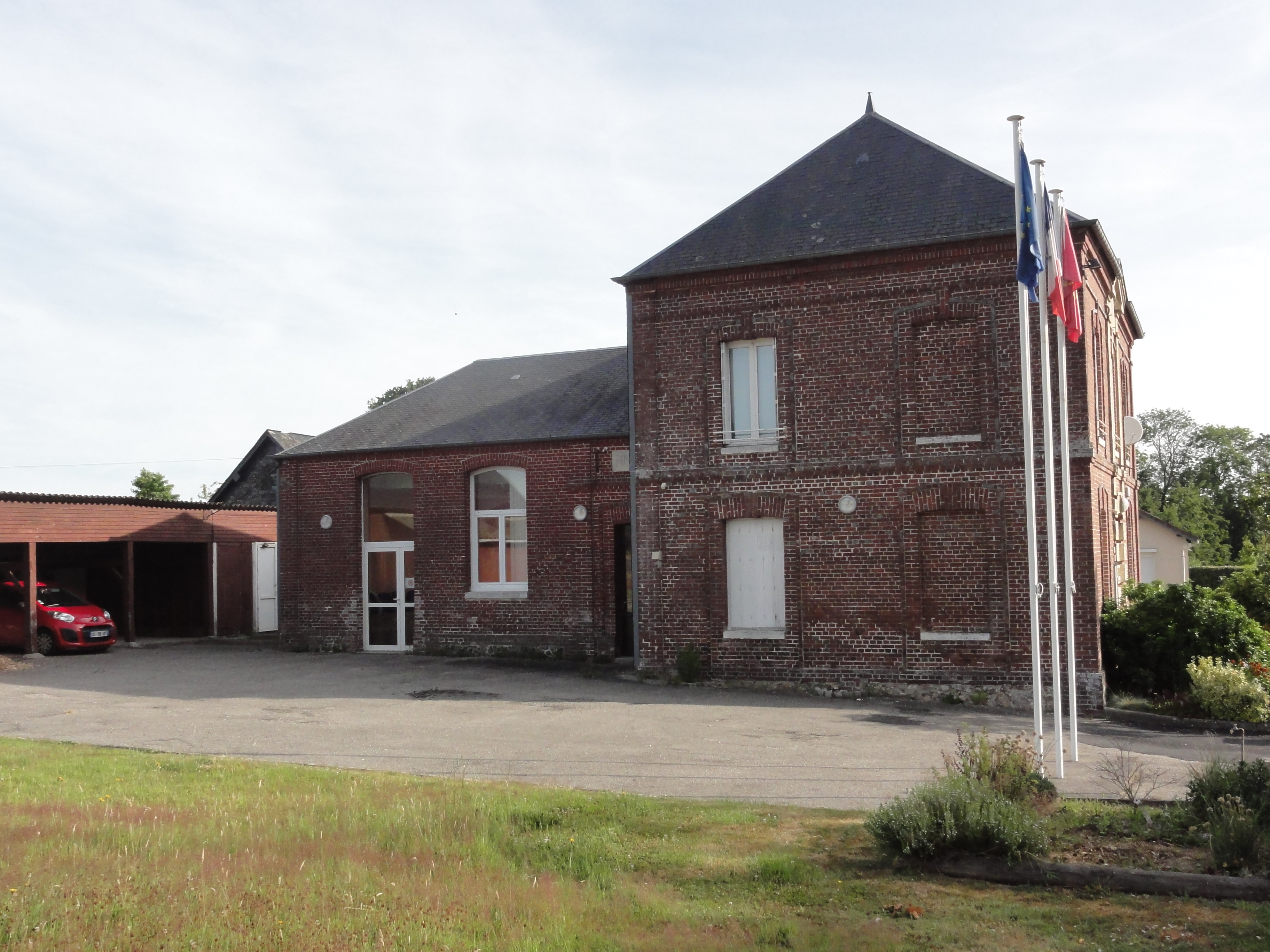
L'ancienne école des filles.
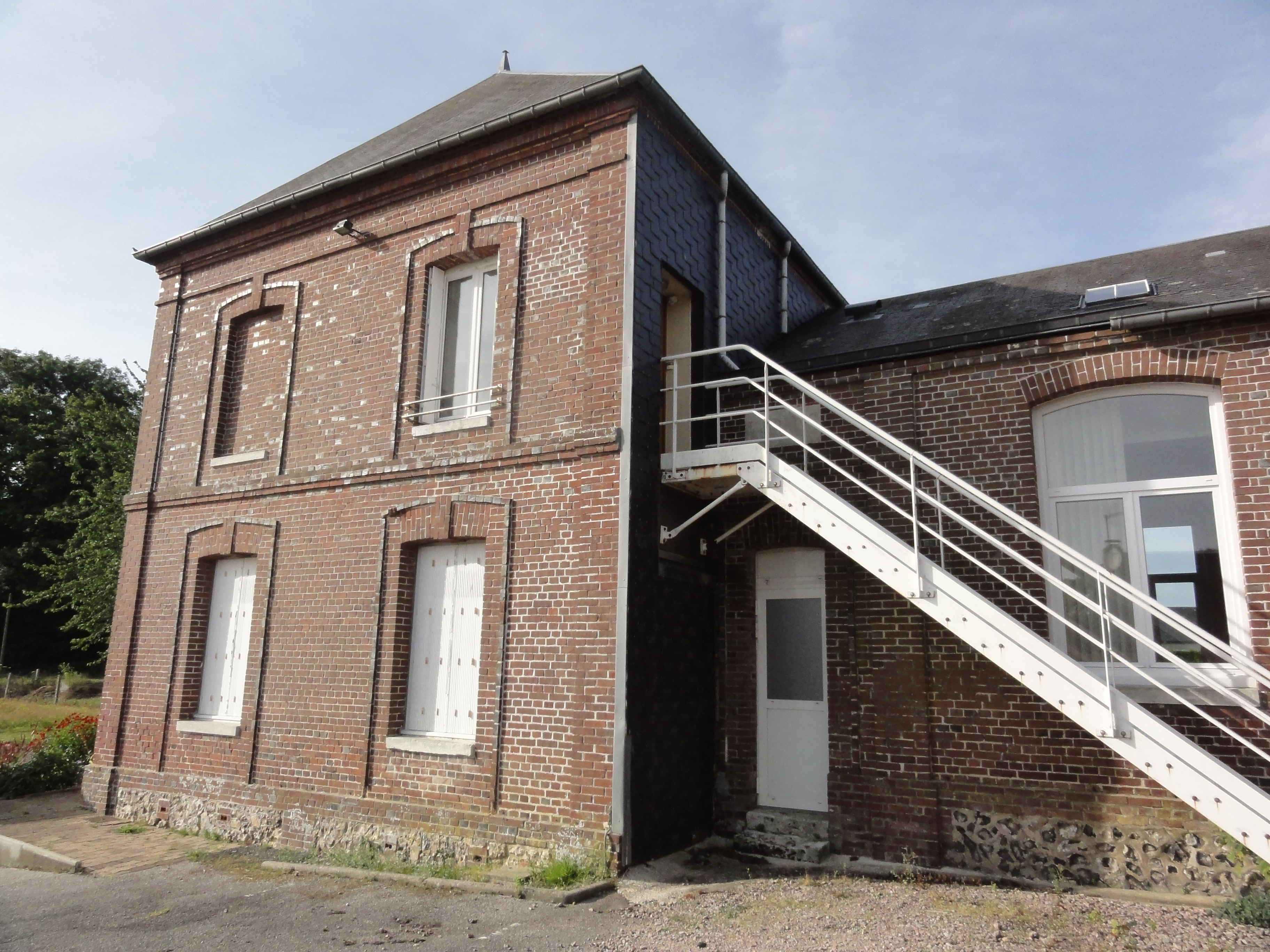
L'ancienne école des garçons.

## Vie associative et sportive

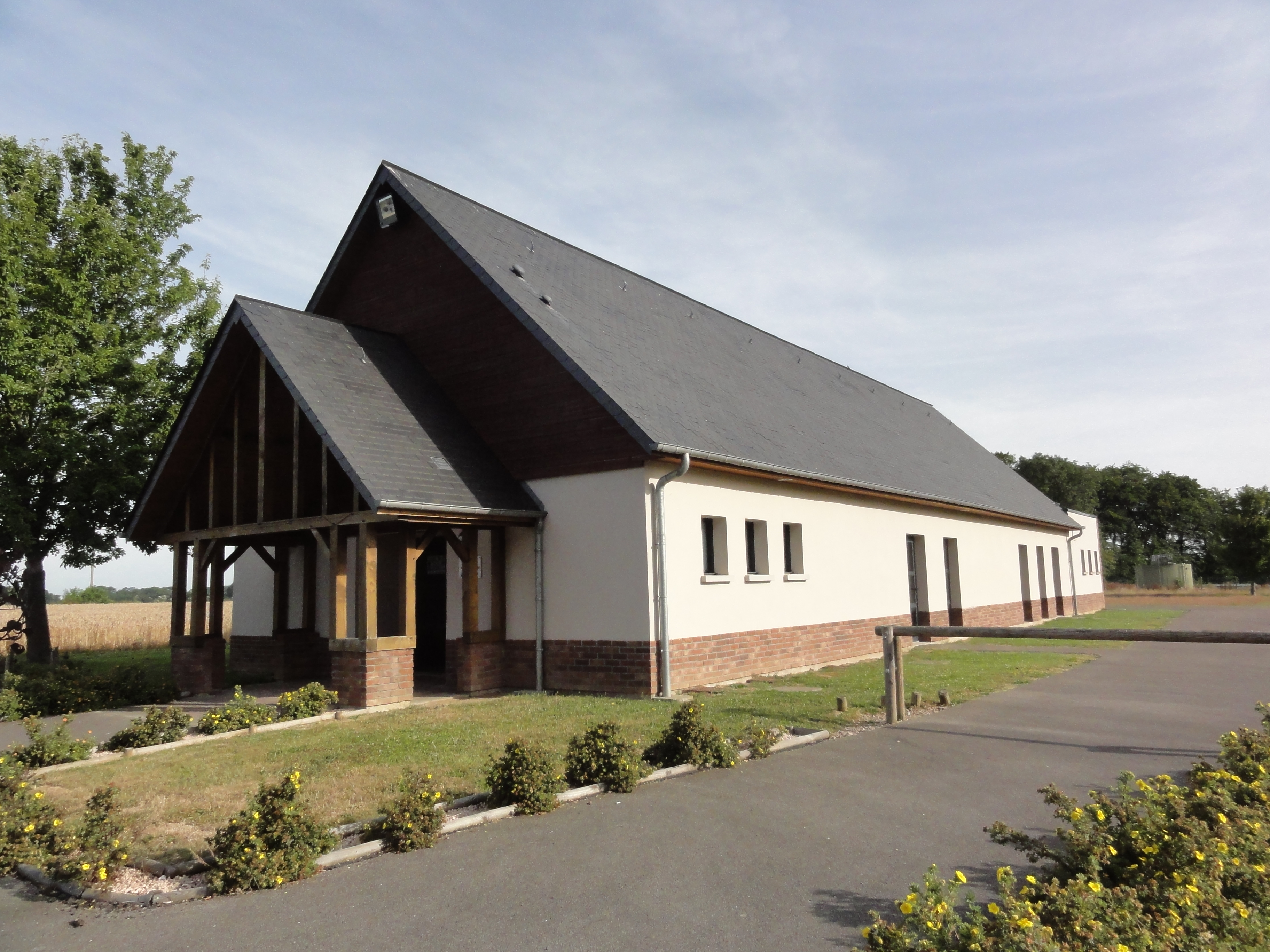
Salle communale René de Saint-Delis.

## Culture locale et patrimoine

### Lieux et monuments
- Église Sainte-Marguerite. L'église a été entièrement rebâtie au XIXe siècle, grâce à des souscriptions privées. Nef et portail, en 1867-1868, sont l'œuvre de l'architecte Oscar Martin, tandis que le chœur, la sacristie (1880-1881) et les deux chapelles (1881-1884) sont celle des architectes Martin et Marical. Le clocher, achevé en 1891, a dû être réparé en 1910, après un violent orage. De l'ancienne église d'origine XIe siècle, rebâtie aux XVIIe et XVIIIe siècles et démolie pour construire la nouvelle, ont été conservés les fonts baptismaux du XIIIe siècle, deux statues plâtrées du XVIIIe siècle et les pierres tombale et obituaire des du Becquet.
- Monument aux morts.
- Croix de cimetière sculptée des deux côtés.
- Calvaire au hameau de Carouge.

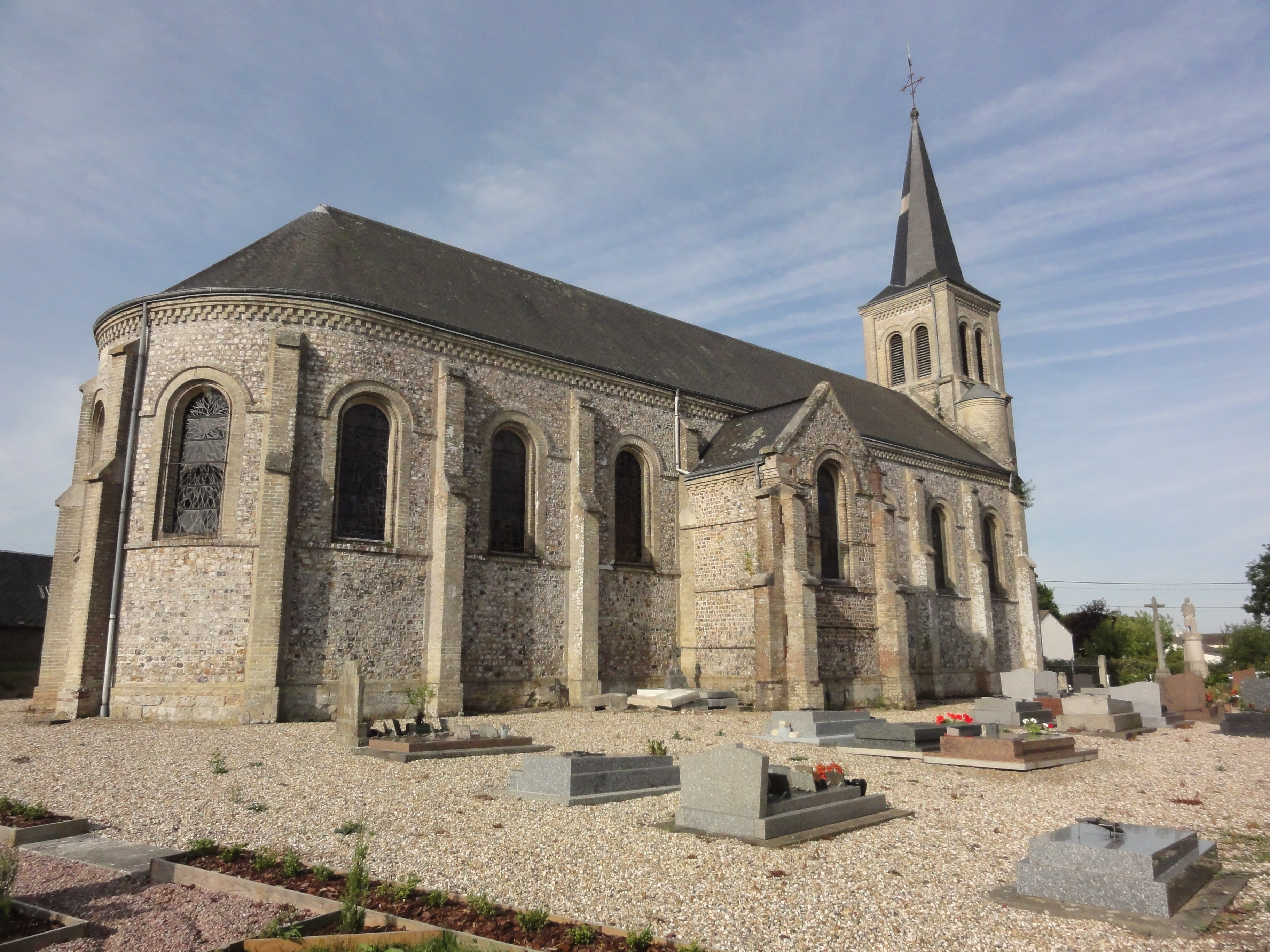
L'église Sainte-Marguerite.
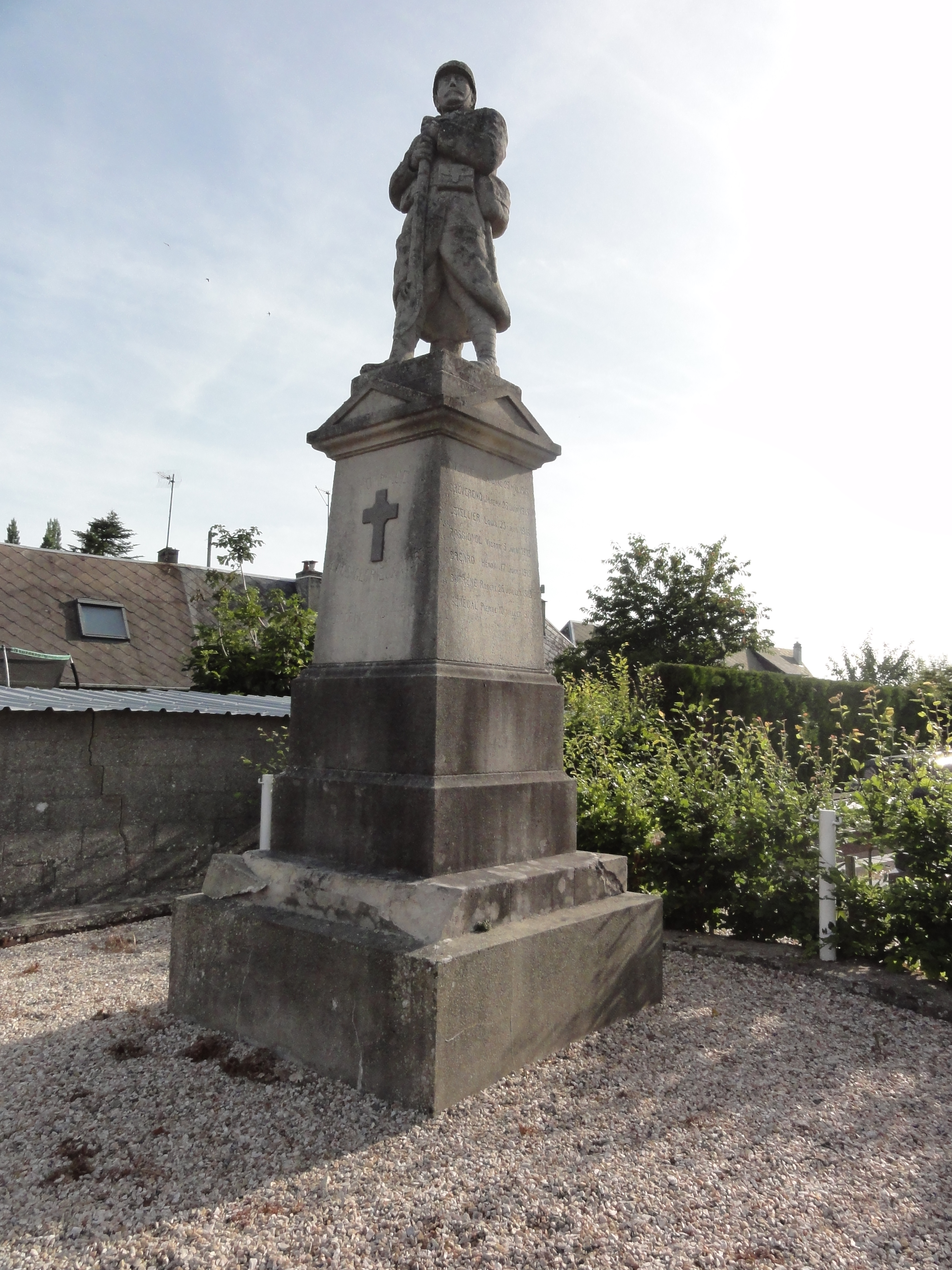
Le monument aux morts.
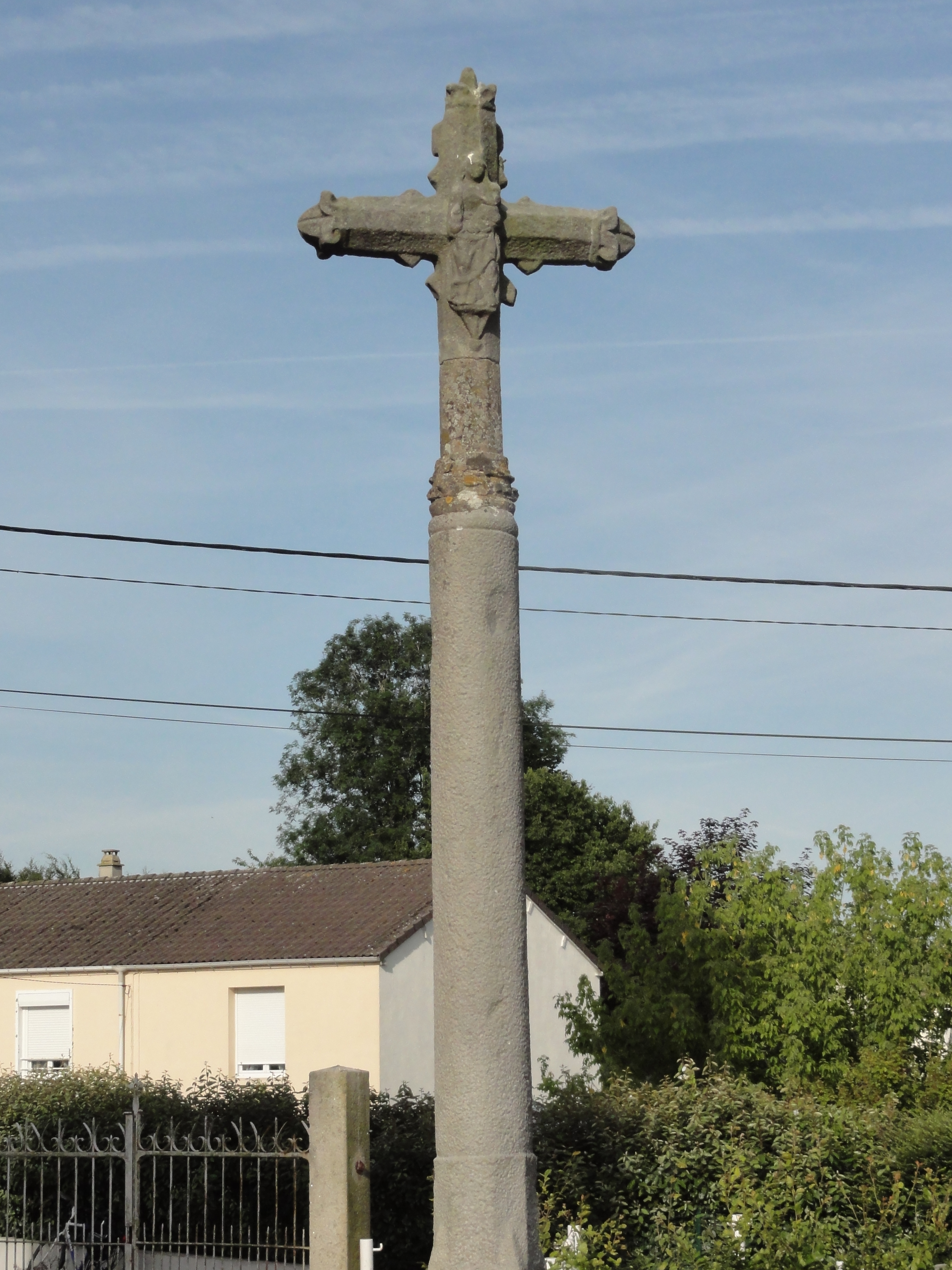
Croix de cimetière.
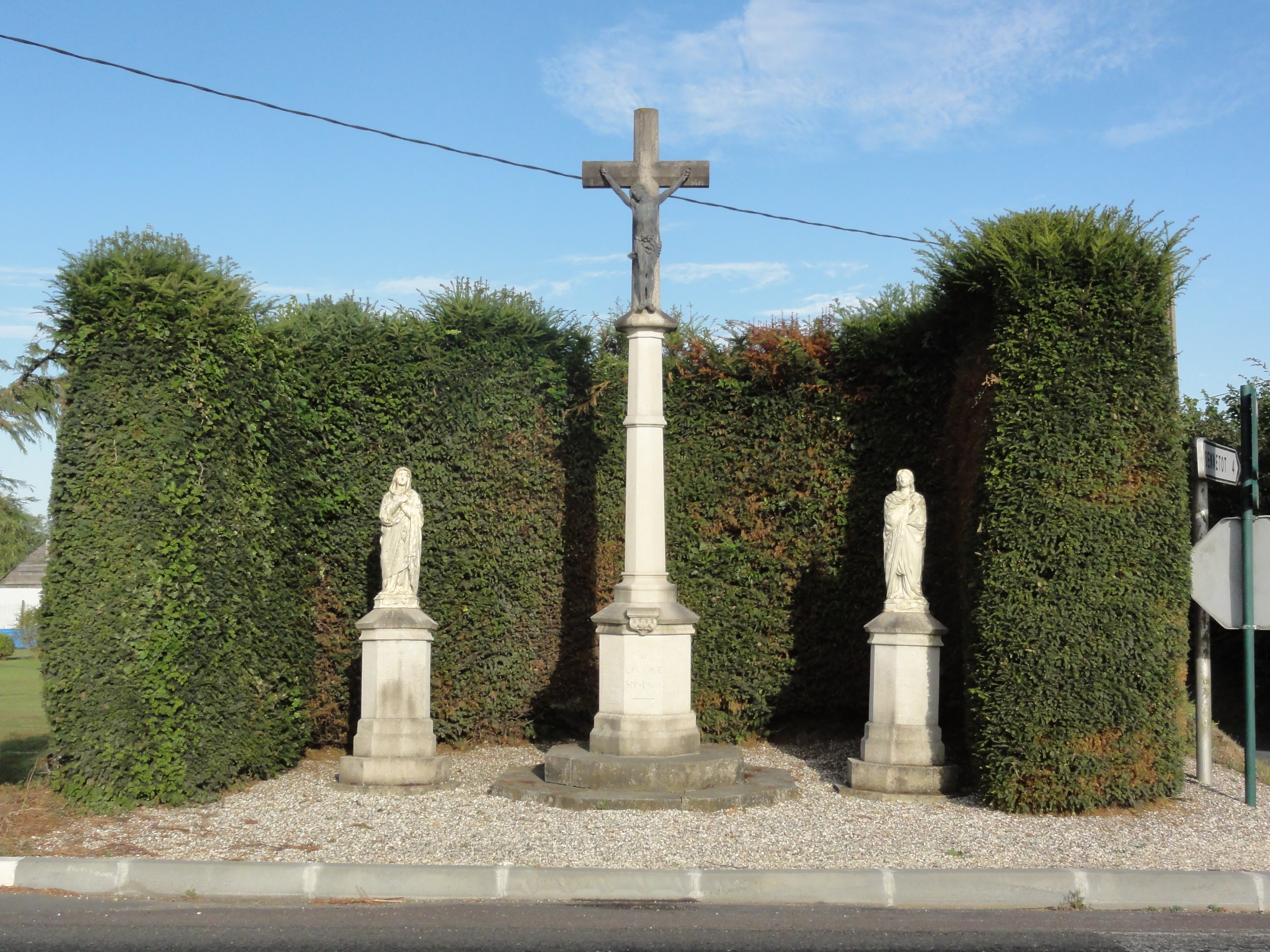
Calvaire au Carouge.

### Héraldique
| Blason de Sainte-Marguerite-sur-Fauville | Blason  | De gueules à la champagne d'azur chargée d'un poisson nageant d'argent, à l'étai du même mouvant de la partition contre lequel rampent deux léopards couards affrontés d'or. |
| Blason de Sainte-Marguerite-sur-Fauville | Détails | Les deux léopards d'or sur champ de gueules rappellent les armes de la Normandie.                                                                                            |